# Robert B. Silvers
Robert B. Silvers (Robert Benjamin Silvers), né le 31 décembre 1929 à Mineola dans l’État de New York et mort le 20 mars 2017 à New York est un journaliste américain, cofondateur et directeur de la New York Review of Books.

## Biographie
Robert B.  Silvers est le fils d’un homme d’affaires et d’une critique musicale du New York Globe. En 1947 il est diplômé en philosophie de  l'Université de Chicago. 

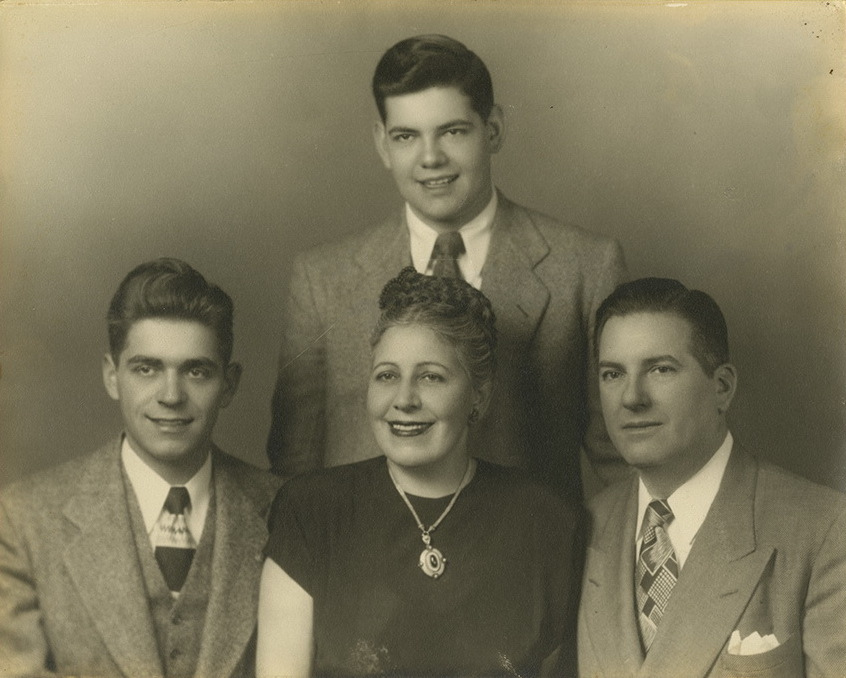
Robert B., debout, avec son frère Edwin, sa mère Rose, et son frère James, vers 1944

Il effectue  son service militaire  au siège de l’OTAN à Paris. Libéré de ses obligations militaires il reste à Paris et poursuit ses études à la  Sorbonne et à l'Institut des Sciences Politiques. Toujours à Paris il devient rédacteur en chef de la Paris Review. En 1959, il va à Oxford où il est trè̠s influencé par d’Isaiah Berlin, théoricien des libertés politiques.
De retour à New-York c'est sur la suggestion d'Elizabeth Hardwick et de son mari Robert Lowell qu’il fonde, en 1963, avec Barbara Epstein, la New York Review of Books.  Il dirige seul la revue depuis la mort de cette dernière, en juin 2006.
Dès son numéro 1 la revue est reconnue pour sa qualité, grâce aux auteurs réunis :  W. H. Auden, Gore Vidal, de Mary McCarthy, Norman Mailer et William Styron,  John Berryman, Robert Lowell, Robert Pen Warren. 
Pour Marc Fumaroli Silvers «avait fini par devenir le symbole vivant de la culture commune entre les deux continents». 

### Décorations
Robert B. Silvers est Membre de l’Académie américaine des arts et des sciences. 
Il a reçu la National Humanities Medal, remise par le président Obama en 2013.
Il  est  chevalier de la Légion d’Honneur (1998) et chevalier de  l’Ordre national du mérite (1988).